# Lucie Malfilâtre
Lucie Malfilâtre, née le 24 mars 1866 à Paris et morte en mai 1951 à Louvigné-du-Désert (Ille-et-Vilaine), est une peintre française.

## Biographie

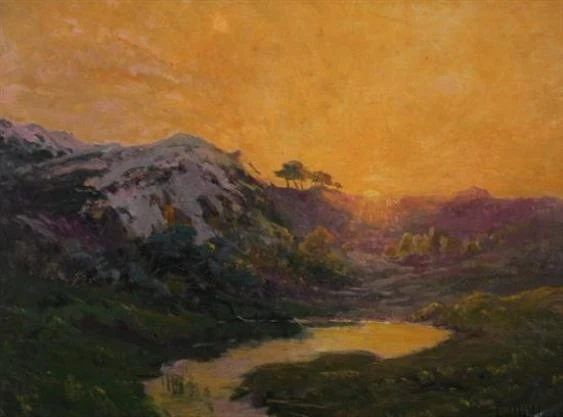
Couchant par Lucie Malfilâtre, coll. particulière, non daté.

Lucie Éléonore Augustine Eugénie Malfilâtre est la fille de François Eugène Malfilâtre (1832-1870), comptable, et de Lucie Aimable Barbedette (1835-1867), modiste.
Orpheline, elle est élevée par sa grand-mère à Falaise.
En 1882, elle épouse Alphonse Désiré Julien Delangle, employé de commerce.
Élève d'Auguste Allongé, de Gustan Le Sénéchal de Kerdréoret, d'Henri Mouren (d), d'André Delaistre, d'Émile Cagniart et d'Henri Harpignies, elle expose au Salon à partir de 1895. Sociétaire en 1897, elle y est récompensée d'une mention honorable en 1909. C'est essentiellement une peintre de paysages.
Elle est nommée officier d'Académie en 1906 et officier de l'Instruction publique en 1911, elle réside alors à Saint-Martin-des-Champs dans le Finistère.
Elle obtient en 1908 le 2e prix du Salon de l'Union des femmes peintres et sculpteurs.
Après le décès d'Edmond Puyo, elle devient conservatrice du musée des Beaux-Arts de Morlaix.
Elle meurt à l'âge de 85 ans à Louvigné-du-Désert.

## Œuvres dans les collections publiques
- Quimper, Musée des Beaux-Arts : La Penzé, rivière en Bretagne, huile sur toile, 114,7 × 161,3 cm[10].